# Lilla Ballagyl
Lilla Ballagyl är en sjö i Karlshamns kommun i Blekinge och ingår i Mieåns huvudavrinningsområde. Sjön är 9,3 meter djup, har en yta på 0,0115 kvadratkilometer och är belägen 100 meter över havet.